# 羅拔諾甫

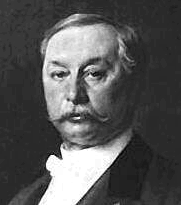
羅拔諾甫

阿列克谢·鲍里索维奇·羅拔諾甫-羅斯托夫斯基（1824年12月30日—1896年8月30日），俄羅斯貴族、外交官。

## 生平
歷任俄國駐君士坦丁堡大使（1878年至1879年），駐倫敦大使（1879年至1882年），駐維也納大使（1882年至1894年），駐柏林大使（1894年至1895年）。1895年起出任俄羅斯外交大臣。1896年6月3日與李鴻章簽訂《中俄密約》。同年6月9日與山縣有朋簽訂《山縣-羅拔諾甫協定》。1896年8月30日逝世。